# Annett Davis
Annett Davis (* 22. September 1973 in Long Beach (Kalifornien)) ist eine US-amerikanische Beachvolleyballspielerin.

## Karriere
Davis kam an der UCLA zum Volleyball. 1997 spielte sie ihre ersten internationalen Beachturniere mit Jenny Johnson Jordan, die ihre dauerhafte sportliche Partnerin wurden. Das Open-Turnier in Dalian 1998, das sie mit Barbra Fontana bestritt, war der einzige Auftritt mit einer anderen Mitspielerin. Bei der Weltmeisterschaft 1999 unterlagen Davis/Jordan erst im Finale den Brasilianerinnen Adriana Behar und Shelda Bede. Anschließend gewannen sie die Espinho Open. Nachdem sie im nächsten Jahr das Turnier in Marseille gewonnen hatten, qualifizierten sie sich mit dem weltweit zweitbesten Ergebnis für die Olympischen Spiele in Sydney. Dort belegten sie nach einer Viertelfinal-Niederlage gegen das japanische Duo Takahashi/Saiki den fünften Rang. Wegen ihrer ersten Schwangerschaft musste sie 2001 eine sportliche Pause einlegen.
2002 kehrte sie auf die AVP-Tour zurück und erreichte bei allen Stationen mindestens das Halbfinale. Im folgenden Jahr kamen Davis/Jordan bei vier Grand Slams in die Top 5. Bei der Weltmeisterschaft in Rio de Janeiro verpassten sie durch ein 0:2 gegen die Australierinnen Cook/Sanderson eine Medaille. Obwohl sie 2004 in Shanghai, Stavanger und Marseille jeweils im Endspiel standen, verpassten sie die Qualifikation für das Olympiaturnier in Athen. In Huntington Beach hatten sie ihren hundertsten gemeinsamen Auftritt und wurden dadurch das am längsten zusammenspielende Duo in den USA. 2005 bekam sie ihr zweites Kind. In den folgenden Jahren spielte sie nur noch auf der AVP-Tour, wo sie mit Jordan zahlreiche weitere Spitzenplatzierungen schaffte.

## Familie
Davis’ Vater Cleveland Buckner spielte Basketball in der NBA. Ihr Ehemann Byron war ein professioneller Schwimmer.